# Liga Premier de Irak 2022-23
La Liga Premier de Irak 2022-23 fue la 48.ª edición del torneo más importante de fútbol en Irak, desde su establecimiento. Esta temporada el torneo se disputó en una sola fase. El torneo comenzó el 9 de octubre de 2022 y finalizó el 21 de julio de 2023.

## Equipos
Al-Hedood

Al-Kahraba

Al-Karkh

Al-Naft

Al-Quwa Al-Jawiya

Al-Shorta

Al-Sinaa

Al-Talaba

Al-Zawraa
Participaron 20 equipos, 17 participantes de la temporada anterior y tres ascendidos de Segunda División. Al-Hedood, Karbala y Dohuk, reemplazaron a los descendidos Amanat Baghdad, Al-Minaa y Samarra.

### Datos generales
Equipos ordenados alfabéticamente.
| Club              | Ciudad    | Estadio                          | Aforo  |
| ----------------- | --------- | -------------------------------- | ------ |
| Al-Diwaniya       | Diwaniya  | Al-Kut Olympic Stadium           | 20 000 |
| Al-Hedood         | Bagdad    | Estadio Al-Shaab                 | 34 200 |
| Al-Kahraba        | Bagdad    | Estadio Al-Zawraa                | 15 443 |
| Al-Karkh          | Bagdad    | Estadio Al Karkh                 | 5000   |
| Al-Naft           | Bagdad    | Estadio Al-Madina                | 32 000 |
| Al-Najaf          | Náyaf     | Estadio Internacional Al-Najaf   | 30 000 |
| Al-Qasim          | Kerbala   | Estadio Internacional de Karbala | 30 000 |
| Al-Quwa Al-Jawiya | Bagdad    | Estadio Al-Shaab                 | 34 200 |
| Al-Shorta         | Bagdad    | Estadio Al-Shaab                 | 34 200 |
| Al-Sinaa          | Bagdad    | Al-Sinaa Stadium                 | 10 000 |
| Al-Talaba         | Bagdad    | Estadio Al-Madina                | 32 000 |
| Al-Zawraa         | Bagdad    | Estadio Al-Zawraa                | 15 443 |
| Dohuk             | Duhok     | Estadio de Duhok                 | 22 800 |
| Erbil             | Erbil     | Estadio Franso Hariri            | 25 000 |
| Karbala           | Kerbala   | Estadio Internacional de Karbala | 30 000 |
| Naft Al-Basra     | Basora    | Al-Fayhaa Stadium                | 10 000 |
| Naft Al-Wasat     | Náyaf     | Estadio Internacional Al-Najaf   | 30 000 |
| Naft Maysan       | Amara     | Maysan Olympic Stadium           | 25 000 |
| Newroz            | Solimania | Estadio Franso Hariri            | 25 000 |
| Zakho             | Zakho     | Zakho International Stadium      | 20 000 |

## Desarrollo

### Tabla de posiciones
| Pos. | Equipo            | Pts. | PJ | G  | E  | P  | GF | GC | Dif. | Clasificación 2023-24                  |
| ---- | ----------------- | ---- | -- | -- | -- | -- | -- | -- | ---- | -------------------------------------- |
| 1    | Al-Shorta (C)     | 82   | 38 | 25 | 7  | 6  | 63 | 24 | +39  |                                        |
| 2    | Al-Quwa Al-Jawiya | 78   | 38 | 23 | 9  | 6  | 62 | 26 | +36  | Fase de grupos de la Liga de Campeones |
| 3    | Al-Zawraa         | 68   | 38 | 18 | 14 | 6  | 50 | 32 | +18  | Fase de grupos de la Copa AFC          |
| 4    | Al-Talaba         | 66   | 38 | 19 | 9  | 10 | 52 | 39 | +13  |                                        |
| 5    | Al-Kahraba        | 62   | 38 | 17 | 11 | 10 | 51 | 38 | +13  | Fase de grupos de la Copa AFC          |
| 6    | Erbil             | 58   | 38 | 16 | 10 | 12 | 45 | 38 | +7   |                                        |
| 7    | Al-Najaf          | 56   | 38 | 15 | 11 | 12 | 46 | 41 | +5   |                                        |
| 8    | Karbala           | 56   | 38 | 15 | 11 | 12 | 39 | 34 | +5   |                                        |
| 9    | Newroz            | 51   | 38 | 14 | 9  | 15 | 45 | 43 | +2   |                                        |
| 10   | Naft Maysan       | 51   | 38 | 13 | 12 | 13 | 42 | 54 | −12  |                                        |
| 11   | Al-Karkh          | 51   | 38 | 13 | 12 | 13 | 40 | 36 | +4   |                                        |
| 12   | Dohuk             | 50   | 38 | 11 | 17 | 10 | 34 | 39 | −5   |                                        |
| 13   | Al-Hedood         | 49   | 38 | 10 | 19 | 9  | 40 | 37 | +3   |                                        |
| 14   | Naft Al-Basra     | 43   | 38 | 9  | 16 | 13 | 34 | 40 | −6   |                                        |
| 15   | Zakho             | 42   | 38 | 9  | 15 | 14 | 39 | 42 | −3   |                                        |
| 16   | Al-Naft           | 40   | 38 | 9  | 13 | 16 | 39 | 50 | −11  |                                        |
| 17   | Al-Qasim (D)      | 40   | 38 | 9  | 13 | 16 | 31 | 40 | −9   | Descenso de categoría                  |
| 18   | Naft Al-Wasat (D) | 36   | 38 | 5  | 21 | 12 | 26 | 34 | −8   | Descenso de categoría                  |
| 19   | Al-Sinaa (D)      | 28   | 38 | 7  | 7  | 24 | 26 | 54 | −28  | Descenso de categoría                  |
| 20   | Al-Diwaniya (D)   | 12   | 38 | 2  | 6  | 30 | 25 | 86 | −61  | Descenso de categoría                  |

 Fuente: Flashscore
Notas:
1. ↑  El campeón Al-Shorta no recibió la licencia de clubes de AFC para disputar la Liga de Campeones, su lugar lo ocupó el subcampeón Al-Quwa Al-Jawiya.
2. 1 2  Puntos en partidos directos: Al-Najaf 6, Karbala 0.
3. 1 2 3  Puntos en partidos directos: Newroz 7, Naft Maysan 7, Al-Karkh 2. Diferencia de gol en partidos directos: Newroz +2, Naft Maysan –12.
4. 1 2  Puntos en partidos directos: Al-Naft 3, Al-Qasim 3. Diferencia de gol en partidos directos: Al-Naft +1, Al-Qasim –1.

### Resultados
| Local \ Visitante | DIW | HUD | KAH | KAR | NFT | NJF | QSM | QWJ | SHR | SIN | TLB | ZWR | DHK | ERB | KRB | NFB | NFW | NFM | NEW | ZAK |
| ----------------- | --- | --- | --- | --- | --- | --- | --- | --- | --- | --- | --- | --- | --- | --- | --- | --- | --- | --- | --- | --- |
| Al-Diwaniya       |     | 1–3 | 0–2 | 0–3 | 2–2 | 1–2 | 1–0 | 0–3 | 0–3 | 2–1 | 2–2 | 0–1 | 0–1 | 0–1 | 1–3 | 0–4 | 0–2 | 0–1 | 1–3 | 1–5 |
| Al-Hedood         | 1–0 |     | 1–1 | 1–1 | 4–1 | 0–0 | 0–0 | 0–2 | 2–2 | 1–2 | 2–0 | 0–1 | 1–1 | 1–1 | 2–4 | 0–0 | 0–0 | 3–1 | 1–0 | 1–1 |
| Al-Kahraba        | 5–0 | 1–0 |     | 2–1 | 0–1 | 3–1 | 0–0 | 1–1 | 1–3 | 2–0 | 0–2 | 0–0 | 3–0 | 1–3 | 0–1 | 2–2 | 0–0 | 2–1 | 0–0 | 1–0 |
| Al-Karkh          | 1–1 | 1–2 | 3–1 |     | 0–1 | 0–0 | 2–1 | 1–2 | 2–3 | 2–1 | 1–0 | 2–2 | 0–0 | 3–1 | 1–0 | 1–0 | 0–0 | 1–2 | 1–1 | 1–0 |
| Al-Naft           | 1–1 | 1–2 | 0–3 | 3–2 |     | 0–0 | 2–0 | 0–2 | 1–2 | 0–0 | 1–1 | 1–2 | 4–0 | 0–2 | 1–0 | 1–2 | 3–3 | 1–2 | 1–1 | 1–1 |
| Al-Najaf          | 0–0 | 0–0 | 1–0 | 2–3 | 1–2 |     | 0–0 | 0–2 | 0–5 | 2–0 | 1–2 | 1–0 | 0–1 | 2–3 | 3–2 | 1–1 | 3–1 | 5–2 | 2–1 | 3–1 |
| Al-Qasim          | 3–0 | 0–0 | 2–1 | 0–1 | 1–0 | 0–1 |     | 1–2 | 0–2 | 0–1 | 0–2 | 1–1 | 0–0 | 0–0 | 3–1 | 0–1 | 2–1 | 2–1 | 1–1 | 0–0 |
| Al-Quwa Al-Jawiya | 9–2 | 0–0 | 2–3 | 2–1 | 0–0 | 2–0 | 3–4 |     | 1–0 | 4–0 | 1–0 | 0–1 | 0–0 | 2–1 | 1–0 | 0–1 | 2–1 | 1–1 | 1–0 | 2–1 |
| Al-Shorta         | 1–0 | 2–1 | 2–0 | 0–1 | 1–0 | 1–0 | 1–0 | 0–0 |     | 4–0 | 2–2 | 2–1 | 1–0 | 2–1 | 3–1 | 1–1 | 1–1 | 3–0 | 1–0 | 1–0 |
| Al-Sinaa          | 3–2 | 0–1 | 0–2 | 1–1 | 3–0 | 0–1 | 0–0 | 0–2 | 0–1 |     | 0–1 | 0–2 | 1–3 | 1–2 | 0–0 | 1–0 | 1–2 | 3–2 | 0–1 | 0–0 |
| Al-Talaba         | 2–1 | 2–2 | 1–1 | 2–0 | 1–2 | 1–1 | 3–1 | 1–2 | 0–3 | 2–1 |     | 1–0 | 2–0 | 3–1 | 1–0 | 2–1 | 1–1 | 0–1 | 2–1 | 0–1 |
| Al-Zawraa         | 1–0 | 2–2 | 0–1 | 1–0 | 2–2 | 1–1 | 1–0 | 0–0 | 2–1 | 2–0 | 0–1 |     | 1–1 | 3–1 | 1–0 | 2–2 | 1–0 | 1–2 | 3–1 | 2–1 |
| Dohuk             | 2–0 | 0–2 | 2–2 | 0–2 | 1–0 | 2–4 | 2–1 | 0–0 | 1–1 | 2–0 | 0–2 | 1–1 |     | 0–0 | 1–1 | 2–1 | 0–0 | 3–1 | 1–0 | 1–1 |
| Erbil             | 3–2 | 1–1 | 0–1 | 0–0 | 2–0 | 1–0 | 3–0 | 2–0 | 1–0 | 0–4 | 0–2 | 0–1 | 1–0 |     | 1–0 | 1–1 | 0–0 | 3–1 | 0–0 | 2–1 |
| Karbala           | 3–1 | 2–0 | 1–1 | 2–1 | 0–0 | 0–3 | 1–1 | 1–2 | 1–0 | 1–0 | 3–1 | 1–1 | 0–1 | 2–1 |     | 0–0 | 0–0 | 1–1 | 2–0 | 1–0 |
| Naft Al-Basra     | 1–1 | 0–0 | 1–2 | 0–0 | 0–3 | 0–2 | 0–1 | 1–1 | 0–2 | 1–0 | 1–2 | 0–0 | 1–1 | 1–3 | 0–1 |     | 1–0 | 2–1 | 1–0 | 3–2 |
| Naft Al-Wasat     | 2–0 | 0–0 | 1–2 | 0–0 | 0–0 | 1–1 | 1–1 | 2–1 | 1–0 | 1–1 | 1–2 | 2–2 | 1–1 | 0–0 | 0–1 | 0–0 |     | 0–0 | 0–2 | 0–1 |
| Naft Maysan       | 1–0 | 1–0 | 2–2 | 0–0 | 1–0 | 1–0 | 3–1 | 0–4 | 0–3 | 0–0 | 2–1 | 1–3 | 1–1 | 2–1 | 1–1 | 1–1 | 0–0 |     | 2–1 | 2–2 |
| Newroz            | 3–1 | 3–1 | 1–2 | 1–0 | 2–2 | 1–1 | 0–3 | 0–1 | 2–2 | 3–0 | 1–1 | 2–4 | 2–1 | 2–1 | 0–1 | 1–0 | 2–0 | 2–1 |     | 2–1 |
| Zakho             | 2–1 | 2–2 | 2–0 | 1–0 | 3–1 | 0–1 | 1–1 | 0–2 | 0–1 | 2–1 | 1–1 | 1–1 | 1–1 | 0–0 | 0–0 | 2–2 | 2–1 | 0–0 | 0–2 |     |

## Goleadores
| N.° | Jugador                  | Club              | Goles |
| --- | ------------------------ | ----------------- | ----- |
| 1   | Mohannad Abdul-Raheem    | Al-Quwa Al-Jawiya | 18    |
| 1   | Mouhamed Soueid          | Al-Hudood         | 18    |
| 3   | Denny Antwi              | Al-Naft           | 16    |
| 4   | Muhaimen Salim           | Al-Kahraba        | 15    |
| 5   | Cláudio Maradona         | Newroz            | 12    |
| 5   | Alaa Abdul-Zahra Khashan | Al-Shorta         | 12    |